# Pszonka
Pszonka – część wsi Łukówiec położona w Polsce,  w województwie mazowieckim, w powiecie garwolińskim, w gminie Parysów.
W drugiej połowie XVI wiek Pszonka, jako wieś szlachecka, położona była  w powiecie garwolińskim  ziemi czerskiej województwa mazowieckiego. 
W latach 1975–1998 Pszonka administracyjnie należała do województwa siedleckiego.
Dawniej istniała gmina Pszonka.